# Pòrtas (Gard)
Pòrtas (en francès Portes) és un municipi francès situat al departament del Gard i a la regió d'Occitània.